# Тайные помощники А. И. Солженицына
Тайные помощники А. И. Солженицына, или «невидимки», как их называл писатель, — широкий круг людей, которые помогали ему перепечатывать, прятать, хранить, распространять и перевозить на Запад его прозу и публицистику с начала 1950-х годов до 1974 года, когда 29 марта семья выехала к нему из Москвы в ссылку за границу, передав добровольным помощникам для хранения и переправки за рубеж значительную часть архива.
Первым из «невидимок» был Николай Иванович Зубов. Он делал для Солженицына тайники в кок-терекской ссылке. Писать о «невидимках» Солженицын начал сразу же после того, как его выслали, но из соображений безопасности опубликовать смог только в конце 1991 года, причём в тот момент всё ещё не полностью, но в большей части. Раздел о сети тайных помощников составил последнее пятое дополнение к книге мемуаров «Бодался телёнок с дубом». В 1992 году оно опубликовано отдельным изданием на французском языке.
Кроме круга тайных помощников А. И. Солженицына был еще один, частично пересекающийся с этим, круг свидетелей «Архипелага ГУЛАГ»: очевидцев событий, редакторов рукописи, поставщиков выписок из редких книг, сотрудников архивов, без помощи которых написание книги было бы невозможным. В первых изданиях была ссылка на «[перечень 227 имён]» без уточнения фамилий. Со временем список этот видоизменился и вырос до 257 человек и был впервые опубликован в последнем подготовленном при жизни автора издании трёхтомника «Архипелаг ГУЛАГ». Только 18 человек входят и в тот, и в другой списки.
В 2008 году французскими режиссёрами Николя Милетичем и Жаном Крепю был снят документальный фильм о тайных помощниках Солженицына — «Тайная история „Архипелага ГУЛАГ“» (фр. L'Histoire Secrète de l'Archipel du Goulag). В 2016 году режиссёром Александром Гурьяновым на киностудии «Русский путь» был снят фильм «Невидимки» (1-я серия документального фильма «Александр Солженицын»).

## Основной список
Приводимый ниже список составлен на основе текста 5-го дополнения к книге «Бодался телёнок с дубом», где имена активных помощников выделены полужирным шрифтом.
1. Аасало Лембиту (эст. Lembitu Aasalo 1934—2002) — бывший политический заключённый, друг Георгия Тэнно по штрафному лагерному отделению Андзюба[10], почвовед, историк, хозяин хутора Раэ, где хранилась часть архива Солженицына[11]:134, в том числе рукопись «Архипелага ГУЛАГ» в специально заказанной для этого Аасало герметично завинчивающейся трубе (рукопись возвращена писателю). В конце 1990-х перевёл на эстонский язык книгу Солженицына «Россия в обвале»[12].
2. Аман Ив (фр. Yves Hamant, р. 28.01.1946[13]) — атташе по культуре посольства Франции в Москве (1974—1979), «глубоко верующий, преданный русской культуре <…> — очень много помог нам»[14]:62. В кругу Солженицына его прозвище было «Фей»[14]:62. Автор биографии отца Александра Меня[15].
3. Андреев Александр Вадимович (1937—2016) — переводчик. Сын В. Л. Андреева и О. В. Черновой, брат О. В. Андреевой-Карлайл, одной из переводчиц «Архипелага ГУЛАГ». Женат на Р. Л. Лемперт. Учился в Париже и Нью-Йорке. Служил во французской армии. Работал в ЮНЕСКО синхронным переводчиком, заведовал русской службой переводчиков. В области синхронного перевода ученик и преемник К. Я. Андроникова. В июне 1968 года вывез из Советского Союза плёнки с рукописью «Архипелага ГУЛАГ». Последние годы постоянно жил в Швейцарии[16].
4. Андреев Вадим Леонидович (1903—1976) — младший сын писателя Леонида Андреева, в октябре 1964, после падения Н. С. Хрущёва, перевёз на Запад рулон фотоплёнок с большей частью архива Солженицына[11]:124[14]:25.
5. Андреева-Чернова Ольга Викторовна (1903—1978) — жена В. Л. Андреева, падчерица В. М. Чернова, «приятная сочувственная женщина, одобрявшая решение мужа и разделявшая все последствия»[14]:25.
6. Аничкова Наталья Мильевна (1896—1975) — филолог, входит в число свидетелей «Архипелага ГУЛАГ»
7. Асеева Мария Акимовна (?—до 1986 (по другим данным 18 января 1990[17])) — хранительница архива донского писателя Ф. Д. Крюкова (одного из возможных авторов «Тихого Дона»), передавшая значительную часть архива Вадиму Борисову[14]:71, 73
8. Барабанов Евгений (1943, Ленинград) — российский искусствовед, историк русской философии и литературы, теолог, в настоящее время почетный доктор теологии Тюбингенского университета.[14]:47.
9. Берзер Анна Самойловна (1917—1994) — российский литературный критик, редактор «Нового мира» с 1958 по 1971 год.[14]:34
10. Борисов Дима[14]:44, 47, 66
11. Борисова Инна — сотрудница отдела прозу «Нового мира», хранила в своей квартире на метро «Аэропорт» расширенный вариант «В круге первом», считывала изданный на западе вариант этого романа[14]:34
12. Броунинг Стив (англ. Steve Broening)[18] — американец, в 1974 году корреспондент в бюро Associated Press в Москве, помог Н. Д. Светловой переправить значительную часть архива Солженицына на Запад[14]:67.
13. Брыскин Иван Емельянович[14]:35
14. Бутурлин Александр Сергеевич — после ареста и высылки Солженицына помогал Н. Д. Светловой выносить из квартиры книги[14]:66
15. Бухарина Надежда Васильевна (1901 — октябрь 1982) — домработница (помощница по быту) у многих московских диссидентов (Рой Медведев, Шафаревич, Сахаров, Солженицын), легко соглашалась незаметно вынести из квартиры в хозяйственной сумке любую книгу или рукопись. «У неё всегда наготове две машинистки — бескорыстно размножать любую самиздатскую вещь».[14]:35, 43, её дочь искусствовед Елена Мурина замужем за Д. В. Сарабьяновым[19].
16. Вертоградская Елена Всеволодовна — сотрудница библиотечного партийного фонда, знакомая В. Л. Гершуни, накануне ареста и высылки Солженицына, организовала хранение спасённого архива Фёдора Крюкова, предполагаемого автора «Тихого Дона»[14]:39, 76.
17. Воронянская Елизавета Денисовна — в 5-м приложении к «Бодался телёнок с дубом» Е. Д. Воронянской посвящена целая глава[11]:139-146
18. Гарасёва Анна Михайловна[14]:35 — входит в число свидетелей «Архипелага ГУЛАГ».
19. Гарасёва Татьяна Михайловна[14]:35 — входит в число свидетелей «Архипелага ГУЛАГ».
20. Гершуни Владимир[14]:30 — входит в число свидетелей «Архипелага ГУЛАГ», познакомил А. И. Солженицына с М. П. Якубовичем, единственным участником показательных процессов, дожившим до времени написания «Архипелага».
21. Гикало Антонина — накануне ареста и высылки Солженицына решилась взять на хранение спасённый архив Фёдора Крюкова, предполагаемого автора «Тихого Дона»[14]:76
22. Гинзбург Александр — в феврале 1974 года, после ареста и высылки А. И. Солженицына помогал Н. Д. Светловой выносить из дома и перепрятывать рукописи и материалы писателя. Причём у Гинзбурга оседали те рукописи, которые было решено хранить в СССР, а не вывозить на запад. Именно Гинзбургу удалось наладить нелегальное ксерокопирование «Архипелага ГУЛАГ» в Грузии. По словам И. Н. Хохлушкина, первый завод составил 200 экземпляров, а первый тираж — 1500[14]:41, 66, неясно был ли он опубликован полностью.
23. Главатских Галина Андреевна[14]:36 (19 декабря 1930 — 19 июля 2020[20][21]) — историк, сотрудница Государственной библиотеки СССР им. В. И. Ленина, где проработала 27 лет, после ухода на пенсию стала автором книги по истории храма святителя Николая Мирликийского в Покровском «Жизнь жительствует», познакомилась со Солженицыным через Е. Ц. Чуковскую, помогала ему в работе с многочисленными историческими источниками[22].
24. Глинка Владислав Михайлович[14]:36
25. Горлов Саша (род. 1931) — упоминается в главе «Невидимки» в связи с двумя небольшими эпизодами. Горлов «своими изумительными руками» помог в новой квартире Светловых приспособить неудобный штатив для пересъёмки рукописей, и перед самой высылкой Солженицына перевёз архив Крюкова к его хранителям, Георгию Павловичу и Антонине Гикало[14]:46, 76. В действительности знакомство и помощь Солженицыну самым решительным образом изменило судьбу молодого тогда инженера Александра Горлова[23]. 12 августа 1971 года он по просьбе Солженицына поехал к нему на дачу и случайно стал свидетелем производимого там сотрудниками КГБ негласного обыска. Горлова избили, потребовали подписку о неразглашении, в ответ на отказ пригрозили серьезными неприятностями. Неприятности не заставили себя ждать Горлову не дали защитить докторскую диссертацию, выгнали с работы и в 1975 году после настойчивых рекомендаций КГБ он был вынужден эмигрировать. Он профессор-эмеритус Северо-Восточного университета в Бостоне, Массачусетс[24], автор 25 американских и международных патентов. В 2001 году, одно из его изобретений (турбина, названная его именем) получило премию Эдисона Американского общества инженеров-механиков.
26. Гречанинова Вера Семёновна[14]:36.
27. Дёмушкин Сергей Петрович — математик, алгебраист, ученик Шафаревича, работал в Стекловском институте, в 1970-е годы был одним из главных хранителей архива Солженицына. За осторожность Солженицыны прозвали его «Барсук». Архив держал у брата, после того, как это место показалось ненадёжным, перенёс архив в другое, которого не знал и сам Солженицын. Аккуратно передавал частями для переправки за границу. Был изгнан из института, но как считает Солженицын, не из-за него.[14]:45
28. Дурова Анастасия Борисовна (фр. Anastasia Douroff) — в круге Солженицына конспиративная кличка «Вася». Работая во французском посольстве, передала на запад плёнки с воспоминаниями Дмитрия Панина (1968), рукопись «Августа Четырнадцатого» (февраль 1971), набор плёнок со всем написанным к тому времени Солженицыным под названием «Сейф» (май 1971). В сентябре 1970 организовала встречу Никиты Струве и Евгения Барабанова, что серьёзно отразилось на пополнении «Вестника РСХД» материалами из СССР.[14]:48
29. Заболоцкая Екатерина Васильевна — вдова поэта, осенью 1973 дважды летала в Крым спасать рукописи И. Н. Медведевой-Томашевской «Стремя „Тихого дона“», второй раз вместе с Н. И. Столяровой после неожиданной смерти Томашевской[14]:75
30. Зайончковский Пётр Андреевич[14]:36
31. Зведре Ольга[11]:35 — входит в число свидетелей «Архипелага ГУЛАГ».
32. Зворыкина Екатерина Фёдоровна (1918—1986)[14]:37 — первая жена Е. Г. Эткинда.
33. Зубов Николай Иванович (1895—1980[25]:554) — ближайший друг Солженицына по кок-терекской ссылке. В 5-м приложении к «Бодался телёнок с дубом» Николаю Ивановичу посвящена целая глава, причем первая. По основной специальности врач-гинеколог. Еще в лагере, а в лагерях и в ссылке Зубов был с 1942-го по 1956 год, разработал ряд конспиративных методик — установления тайной переписки с удалённым корреспондентом, переписки с помощью текста, внутри расслоенной и заново склеенной открытки, сохранения рукописи в виде склеенного из её (рукописи) листов переплёта книги и т. п. Последним его изобретением пользовался литературовед Альфред Штёкли, начавший в лагере писать повесть о восстании Спартака. До встречи с Зубовым Солженицын всё, написанное в лагере, хранил только при помощи собственной памяти. В мае 1953 Зубов подарил другу по ссылке фанерный посылочный ящик с двойным дном, это было первое тайное хранилище для рукописей. Затем был сделан тайник в письменном столе. Только Николай Иванович знал, где были закопаны рукописи, когда Солженицын поехал в Ташкентский раковый диспансер, как он считал, на верную смерть. Зубов изготовил для писателя переплёт пьес Бернарда Шоу, куда были вмонтированы плёнки с переснятыми произведениями Александра Исаевича. Книга была сожжена Солженицыным после изъятия его архива в 1965 году у Теушей. Зубов снабжал посылочными ящиками с двойным дном и в Торфопродукте, где Солженицын учительствовал. Ими Солженицын пользовался изредка до самой высылки из СССР. С 1959 у Зубовых в Ак-Мечети, их новом месте жительства хранилось всё, написанное Солженицыным, включая первый вариант «В круге первом» (96 глав). В 1964 году большая часть тайного архива была уничтожена Зубовым, за исключением одного тайника, забытого по случайности. В нём оказалась рукопись «Пира победителей», которая после изъятия архива у Теушей, была единственной. Н. И. Зубов входит и в число свидетелей «Архипелага ГУЛАГ» (история семьи Зубова описана в части 3 главе 6 «Архипелага ГУЛАГ», в «Раковом корпусе» он и его жена прототипы Кадминых). В ночь с 12 на 13 февраля 1974, когда Солженицын был арестован, у Зубовых провели тщательнейший обыск, подробности его неизвестны[11]:119—126[26].
34. Иванов Вячеслав Всеволодович «Кома» (домашнее прозвище, используемое широким кругом друзей и учеников В. В. Иванова) — входит в число свидетелей «Архипелага ГУЛАГ»
35. Иванов Николай Павлович — из Одессы, сын священника, пытался организовать размножение «Архипелага ГУЛАГ» на ротаторе, но неудачно; ездил собирать материал в Тамбовскую область, там познакомился с сестрой Петра Токмакова, за связи со Солженицыным его пытались подвергнуть принудительному психиатрическому лечению.[14]:8
36. Игошина Евгения Константиновна — сестра Ольги Константиновны Крыжановской[14]:36
37. Каверин Николай Вениаминович (1933—2014) «Вел»[14]:33
38. Капанадзе Ламара Андреевна[14]:33
39. Карбе Юрий Васильевич (1913—1968[25]:559) — инженер, друг А. И. Солженицына по Экибастузу. Когда в 1962 году шла борьба за публикацию «Одного дня Ивана Денисовича», Солженицын, опасаясь обыска, отвёз Карбе фотокопию всего написанного. Она была закопана, где-то в лесу[11]:124. Судьба этого тайника точно неизвестна. Рассказы Ю. В. Карбе использованы в «Архипелаге ГУЛАГ», он вошёл в число свидетелей «Архипелага ГУЛАГ».
40. Кинд Наталья Владимировна[14]:32.
41. Кобозев Николай Иванович — в 5-м приложении к «Бодался телёнок с дубом» Н. И. Кобозеву посвящена целая глава[11]:126-128.
42. Кобозев Алёша — сын Н. И. Кобозева, приносил и уносил рукописи, которые хранились у вдовы брата Кобозева с 1962 по 1969 год[11]:128.
43. Копелев Лев[14]:37 — Копелевым передано первое неточное сообщение о взятии копии «Архипелага ГУЛАГ» в результате ареста Воронянской[11]:144, входит в число свидетелей «Архипелага ГУЛАГ»
44. Корти Марио — сотрудник Итальянского посольства в Москве, перевёз за границу часть библиотеки Солженицына, нужную ему для работы[14]:68.
45. Красносельская Сусанна Лазаревна (у Солженицына под фамилией мужа С. Л. Теуш)[11]:128-132.
46. Краузе Аксель (англ. Axel Krause) — американский коммерсант в Москве в 1970-х годах. Он вместе с женой Жаклин помогал Солженицыну, как и многим другим московским инакомыслящим, получать с запада книги и письма по не контролируемым советской властью каналам[14]:60.
47. Краузе Жаклин — жена американского коммерсанта Акселя Краузе. Помогала вместе с мужем московским инакомыслящим[14]:60
48. Крепо Фрэнк (англ. Frank Crepeau; 7 августа 1932, Сиэтл — 2006[27]) — корреспондент Associated Press, заменил летом 1973 года Стига Фредриксона[14]:63.
49. Кручинина Наталья Алексеевна — ленинградский терапевт, в кругу солженицынских помощников «Натаня», через неё А. И. Солженицын узнал, что у одной из её пациенток, М. А. Асеевой, хранится архив Фёдора Крюкова, предполагаемого автора «Тихого Дона»[14]:40, 71. З. Б. Томашевская появление архива Крюкова объясняет совершенно иначе, по её словам М. А. Асеева обратилась к ней как архитектору, опасаясь выселения из старого дома, и сообщила об архиве[28].
50. Крыжановская Ольга Константиновна[14]:7 — сестра Евгении Константиновны Игошиной[14]:36
51. Крысин Леонид — Институт русского языка на Волхонке[14]:33
52. Куклин Анатолий Яковлевич — муж И. В. Куклиной, вместе с женой привёз из Крыма от Н. А. Зубова в Ленинград остатки архива. Е. Ц. Чуковская и Солженицын окрестили его «инфант»[11]:125.
53. Куклина Ирина Валерьяновна — аспирантка А. И. Доватура, друга Н. А. Зубова по лагерю, привезла из Крыма от Н. А. Зубова и сохранила в Ленинграде остатки архива, включавшие единственный экземпляр «Пира победителей». Вместе с Е. Ц. Чуковской Солженицын окрестил И. В. Куклину «инфанта»[11]:125.
54. Курдюмов Валерий Николаевич[14]:45-46 — сын заключённого, работавшего на строительстве Беломорканала; физик, сотрудник Радиотехнического института АН СССР. В 1971 году переснял на плёнку для передачи на Запад три тома «Архипелага ГУЛАГ» — по этому источнику позднее сделаны все мировые переводы книги (кроме англо-американского)[29][30]. «Огромную работу выполнил друг Андрея Тюрина физик Валерий Николаевич Курдюмов, сотрудник сверхсекретного Радиотехнического института АН. Притащив на квартиру Светловых огромный рюкзак с фотооборудованием, он переснял три тома „Архипелага“, проявлял плёнки в узком, удалённом от окон коридорчике, и сушил их в ванной трое суток напролёт (свет ламп не укроется от бдительного ока, и ему припомнят эту фотосессию вызовом на Лубянку в 1974-м)»[31].
55. Лазарева Ная — московская подруга Элизабет Маркштейн, передавшая её письмо о необходимости борьбы за соблюдение авторских прав Солженицына на западе[14]:51[32].
56. Левитская Надежда Григорьевна — входит в число свидетелей «Архипелага ГУЛАГ»[11]:135
57. Леддингтон Роджер (англ. Roger Leddington)[18] — американец, в 1974 году корреспондент в бюро Associated Press в Москве, помог Н. Д. Светловой переправить значительную часть архива Солженицына на Запад[14]:67.
58. Маркштейн Лиза[14]:50 (Бетта)
59. Маслов Сергей — ленинградец, хозяин квартиры, где останавливался Лев Копелев, 1-го сентября 1973 года именно он передал В. В. Иванову сообщение, что в Ленинграде «Взят архив», вместо «Взят Архип» (сокращенное название «Архипелага», принятое в кругу помощников Солженицына)[33]:145.
60. Можаев Борис[14]:34
61. Медведева-Томашевская Ирина Николаевна (1903—1973) — знакомство с А. И. Солженицыным восходит к зиме 1967 года, когда он расспрашивал Медведеву-Томашевскую о высылке крымских татар, раскулачивании, новгородской деревне 1920-х годов. В марте 1969 года Солженицын пыталсся начать писать «Красное колесо» у Томашевской у Гурзуфе. Там возник замысел писать книгу об авторстве «Тихого Дона». Помощники Солженицына, в том числе Е. Ц. Чуковская, снабжали Томашевскую материалами, в их кругу её звали «Дама»[14]:70, 71. Книга под названием «Стремя „Тихого Дона“» была собрана из черновиков Томашевской после ее смерти и опубликована под авторством «Д*» (псевдонимом составленным Солженицыным из «Дамы» и «Дона»)[14]:75.
62. Нанди Джулиан (англ. Julian Nundy; род. 1947) — француз по отцу и англичанин по матери, с апреля 1971 по июнь 1974 года корреспондент Московского бюро Рейтерс[34], в 1974 году помог Н. Д. Светловой переправить значительную часть архива Солженицына на Запад[14]:67.
63. Нечаев Вячеслав Петрович[14]:36
64. Одом Вильям — в 1972—1974 помощник американского военного атташе в посольстве в Москве, с разрешения своего начальника контр-адмирала Майо, вывез вместе с собственными вещами (у него как раз заканчивался срок службы в Москве) значительную часть архива Солженицына[14]:68-66
65. Осённов Сергей Иванович Екатеринбург[14]:7
66. Островская Леонора [Ефимовна] — художница, приготовила эскиз обложки к «Августу 14», который был использован при публикации в Париже[14]:43
67. Павлович Георгий (из текста неясно, фамилия это или отчество) — накануне ареста и высылки Солженицына решился взять на хранение спасённый архив Фёдора Крюкова, предполагаемого автора «Тихого Дона»[14]:76
68. Пайперт Джим (англ. James R. Peipert)[18] — американец, в 1974 году корреспондент в бюро Associated Press в Москве, помог Н. Д. Светловой переправить значительную часть архива Солженицына на Запад[14]:67.
69. Пахтусова Нина Александровна — геолог, составляла вместе с Н. В. Кинд оставляла карту ГУЛАГа, арестована вместе с Е. Д. Воронянской[11]:143
70. Пастернак Евгений Борисович — Солженицын упоминает, что после его ареста в феврале 1974 семья Пастернаков участвовала в спасении рукописей: «у наших соседей Пастернаков сверх бумаг торчали перья лука, вилок капусты»[14]:66. Провожал в аэропорту Шереметьево семью Солженицына, отбывавшую для воссоединения с ним, за что позднее его выжили с работы в Московском энергетическом институте[35].
71. Пастернак Елена Владимировна (род. 1936) — жена Е. Б. Патернака, урождённая Вальтер, внучка философа Г. Г. Шпета, филолог, соавтор и сотрудник мужа в его научной и издательской деятельности. Солженицын упоминает, что после его ареста в феврале 1974-го семья Пастернаков участвовала в спасении рукописей: «у наших соседей Пастернаков сверх бумаг торчали перья лука, вилок капусты»[14]:66.
72. Петрова Мира Геннадьевна (24 декабря 1929[36] — 17 ноября 2018[37]) — текстолог, работавшая с «В круге первом», «Раковый корпус» и первыми «узлами» романа «Красное колесо», канд. фил. наук; сотрудник ЦГАЛИ (1956—1962), ИМЛИ (с 1962 года)[38][39].
73. Петрушевский Борис Абрамович[14]:6
74. Поливанов Михаил Константинович[14]:33
75. Порт Марта Мартыновна — эстонка, вдова известного биолога Яана Порта, мать благополучных сыновей (один из них М. Порт, главный архитектор Тарту), принимала на своём хуторе бывших ссыльных, в том числе семью Сузи, предоставила хутор в распоряжение Солженицына, где за зимы 1965—1966 и 1966—1967 годов был дописан «Архипелаг ГУЛАГ»[11]:134.
76. Прицкер Давид Петрович — весной 1972 года показал Солженицыну зал заседаний Государственной Думы в Таврическом дворце: «Я ещё не торопясь, промеривал его шагами, записывая какие стены, люстры, колонны» (материалы были нужны для «Октября Шестнадцатого» и «Марта Семнадцатого»). Прицкер был лектором областной партийной школы, которая в тот момент занимала здание. Но охрана прервала экскурсию. Через день Прицкер сумел предупредить организатора этой встречи Е. Г. Эткинда: «Считаем: я — не знал, кого водил. Ты мне сказал — доцент из Сибири». Позднее Д. П. Прицкеру угрожали увольнением, потребовали письменное объяснение, в котором Давид Петрович написал, что не знает фамилии человека, которому показывал дворец; увольнение не состоялось.[14]:37
77. Пурайт Эрика — подруга Хели Сузи, участница в помощи А. И. Солженицыну, по словам писателя хранила «черновики, машинописные отпечатки, материалы», относящиеся к «Архипелагу Гулагу»[40].
78. Радугина Наталья Евгеньевна[14]:36.
79. Рожанский Иван Дмитриевич[14]:32.
80. Саакянц Анна Александровна — цветаевед, по просьбе Солженицына занималась поисками газетных материалов в спецхране[14]:36
81. Самутин Леонид Александрович — бывший власовец, журналист во власовской печати, хранил часть архива, которая, как считается, включала и «Архипелаг ГУЛАГ». Это хранение было изъято КГБ после ареста и смерти Е. Д. Воронянской[11]:143
82. Светлова Екатерина Фердинандовна — теща писателя, мать Н. Д. Светловой. Вероятно, помощь, оказываемая Е. Ф. Светловой, была многоплановой, но Солженицын упоминает лишь один эпизод — в начале 1970 года она «мастерски вклеила в крышку картонной коробки» его доверенность на имя швейцарского юриста Фрица Хееба[нем.], которую вывезла Элизабет Маркштейн[14]:51
83. Светлова Наталия Дмитриевна[14]:41
84. Семёнов Николай Андреевич — инженер-электрик, военнопленный, заключённый ГУЛАГа, друг А. И. Солженицына по Бутырской тюрьме. Там вместе с ним была сочинена вставная глава «В круге первом» — «Улыбка Будды». Когда в 1962 году шла борьба за публикацию «Одного дня Ивана Денисовича», Солженицын, опасаясь обыска, отвёз Семёнову на Пермскую ГЭС фотокопию всего написанного. Позднее, когда необходимость в хранение отпала, Солженицын эту копию уничтожил[11]:124. Судьба этого тайника точно неизвестна. Рассказы Н. А. Семёнова использованы в «Архипелаге ГУЛАГ», он вошёл в число свидетелей «Архипелага ГУЛАГ».
85. Славуцкая Вильгельмина Германовна, урождённая Магидсон, (27 июня 1905, Рига — 2005[41]) — дочь лесозаводчика, в 1927 приезжает в Москву, выходит замуж за одного из лидеров КПД Курта Мюллера[нем.], работает в Коминтерне, арестована 10 марта 1936, срок 8 лет, но отбыла 10[42]. Собирала для Солженицына сведения о Козьме Гвоздеве, познакомила Солженицына с детьми Шляпникова, организовала свидание с Бёллем для переправки текстов на Запад, после ареста и высылки Солженицына помогала Н. Д. Светловой выносить из квартиры книги, организовала их переправку на Запад[14]:35, 66. В 1993 вместе с вторым мужем бывшем политзэка ГУЛАГа Наумом Славуцким выехала в Германию[42].
86. Снесарёва Неонила Георгиевна[14]:40
87. Стефанов Юрий Александрович[14]:36.
88. Столярова Наталья Ивановна «Ева» — входит в число свидетелей «Архипелага ГУЛАГ», в журнальном варианте дополнения «Невидимки» ей посвящена отдельная 9-я глава, в издании 1996 года («Бодался телёнок с дубом» М.: Согласие) эта глава дополнена очерком об А. А. Угримове.
89. Струве Никита Алексеевич[14]:49—50
90. Сузи Арно[11]:133 — входит в число свидетелей «Архипелага ГУЛАГ»
91. Сузи Арнольд Юханович[11]:133—139 — входит в число свидетелей «Архипелага ГУЛАГ»
92. Сузи Хели[11]:133 — входит в число свидетелей «Архипелага ГУЛАГ»
93. Суперфин Габриэль Гаврилович[14]:37
94. Татищев Степан Николаевич (1935—1985) — французский славист, русский эмигрант второго поколения, дважды приезжал в Москву как турист в конце 1960-х годов, через Н. И. Столярову, которая знала его отца по Парижу, познакомился с А. И. Солженицыным. В 1971—1974 годах — культурный атташе Франции в Москве. Через него был установлен нелегальный канал передачи рукописей за границу, второй через французское посольство, действовавший независимо от канала А. Б. Дуровой. Для маскировки круг Солженицына называл его «Эмиль» или «Милька». По мнению Солженицына, Татищев «наделал вначале опрометчивых шагов, из-за которых должен был потом долгое время осторожничать». Его использовали для передачи писем, распоряжений, известий прямо к Никите Струве, издателю Солженицына в то время. После получения Соложеницыным Нобелевской премии отвёз за границу «большой список нумеров», то есть распоряжение, кому от чьего имени переводить деньги и помощь[14]:29, 63-63.
95. Теуш Вениамин Львович (1898—1973[43][44]) — в 5-м приложении к «Бодался телёнок с дубом» В. Л. Теушу и его жене Сусанне Лазаревне (о ней смотри Красносельская С. Л.) посвящена целая глава,[11]:128—132.
96. Тэнно Георг[11]:133 — входит в число свидетелей «Архипелага ГУЛАГ»
97. Тэнно Наталья Константиновна[11]:133
98. Тюрин Андрей Николаевич[14]:43
99. Тюрина Галина Николаевна[14]:43
100. Тюрина Софья Абрамовна — вторая жена Андрея Тюрина, помогала Вадиму Борисову извлекать из квартиры погибшей Галины Тюриной архив Солженицына, вес которого составлял в тот момент уже 27 килограмм[14]:44
101. Угримов Александр Александрович — агроном, переводчик. По непонятным причинам не упомянут в журнальном издании 5-го приложения к «Бодался телёнок с дубом», «Невидимки» («Новый мир». 1991. № 11. С. 119—146. № 12. С. 5—76)[3], но в издании воспоминаний Солженицына (М.: Согласие, 1996) глава 9 дополнения «невидимки» называна: «Наталья Ивановна Столярова и Александр Александрович Угримов», страницы 487—508 посвящены Угримову. В августе 1971 А. А. Угримов скрытно повёз Солженицына на машине Н. И. Столяровой на юг в Новочеркасск и Кисловодск. Писатель намеревался собрать материал о Новочеркасском расстреле и событиях гражданской войны. Но поездка была неудачной из-за неожиданной болезни (или отравления) А. И. Солженицына. Угримов оставил воспоминания об этой поездке[45], упоминается она и в «Бодался телёнок с дубом». Угримов участвовал в обсуждении проекта Нобелевской лекции, дважды направлял свои замечания писателю[46].
102. Удгорд Нильс Мортен — норвежский журналист, друг Стига Фредриксона. Познакомился с семьёй Соложеницына уже после его ареста и высылки в 1974 году. Именно к Удгорду Н. Д. Светлова обратилась с просьбой о помощи в вывозе архива, включавшего все подготовительные материалы для многолетней работы над «Красным колесом». Детали этой операции до сих пор не раскрыты (в публикации в этом месте несколько строк отточий). Так как объём архива заведомо превышал два разрешённых журналисту чемодана, Удгорд обратился к помощнику американского военного атташе Вильяму Одому[14]:65
103. Уоллес Ричард (англ. Richard Wallis) — англичанин, в 1974 — году корреспондент Московского бюро агентства Рейтерс[18], помог Н. Д. Светловой переправить значительную часть архива Солженицына на Запад[14]:67.
104. Филиппи Эльфрида (фр. Elfrida Filippi) — сотрудница отдела культуры французского посольства в Москве, корсиканка по происхождению. «Красивая, стройная, когда любит — обаятельная, когда не жалует — ледяная» — писала о ней Н. Столярова[14]:29.
105. Фредриксон Стиг[11]:146
106. Хегге Пер[14]:60
107. Холодова Валентина Павловна — биолог, много ездила по России, собирала материалы о восстании в Тамбовской области[14]:8
108. Хохлушкин Игорь — одним из беспрецедентных проектов Хохлушкина (совместно с Александром Гинзбургом) была попытка наладить издание «Архипелага ГУЛАГ» в СССР. Гинзбургу удалось наладить нелегальное ксерокопирование «Архипелага ГУЛАГ» в Грузии. Хохлушкин переплетал книги где-то в центральной России, он писал Солженицыну в США: «С радостью посылаю вам в подарок здешнее издание Книги. (Тираж — 1500, первый завод — 200 экз.). Верю, что Бог не попустит пресечь это дело. Издание не только и не столько для московских снобов, а для провинции. Охвачены города: Якутск, Хабаровск, Новосибирск, Красноярск, Свердловск, Саратов, Краснодар, Тверь и более мелкие…». Неизвестно удалось ли выпустить первый тираж полностью[14]:40.
109. Храбровицкий Александр Вениаминович[14]:36 — входит в число свидетелей «Архипелага ГУЛАГ»
110. Чуковская Елена Цезаревна
111. Шеффер Маргарита Николаевна — соученица Солженицына по Университету, перепечтала для него «В круге первом», «Архипелаг ГУЛАГ», в 1970 году ей удалось перебраться в Москву, здесь она была основной доверенной машинисткой сборника «Из-под глыб»[14]:40
112. Шиповальников Алеша — сын отца Виктора, ездил в Ленинград к Самутину, чтобы уточнить что именно взяли при обыске. Самутин сказал, что только «В круге первом»[11]:139-146
113. Шиповальников Виктор (9 февраля (28 января) 1915 — 27 декабря 2007[33]) — сержант Красной армии, священник (Одесса, Кишинёв; 1943—1945), срок 5 лет как СОЭ[33], з/к (Печора,1945-47). Освобождён на 3 года раньше срока после встречи Сталина с митрополитами Сергием (Страгородским), Алексием (Симанским) и Николаем (Ярушевичем)[47]. Протоиерей Троицкой церкви (на станции Удельная в Подмосковье). Вошёл в число свидетелей «Архипелага ГУЛАГ». В «Архипелаге ГУЛАГ» А. И. Солженицын пять раз ссылается рассказы отца Виктора[33]. Отказался выступить против Солженицына в «Журнале Московской патриархии», претерпел гонения. В чём состояла помощь, оказываемая отцом Виктором, Солженицын не сообщает[14]:41.
114. Эванс Боб (англ. Bob Evans) — англичанин, в 1974 году — корреспондент Московского бюро агентства Рейтерс[18], помог Н. Д. Светловой переправить значительную часть архива Солженицына на Запад[14]:67
115. Элиадер Руть — подруга Хели Сузи, участница в помощи А. И. Солженицыну, по словам писателя хранила «черновики, машинописные отпечатки, материалы», относящиеся к «Архипелагу Гулагу»[48].
116. Эткинд Ефим Григорьевич[14]:37
117. Якоби Эло — подруга Хели Сузи, участница в помощи А. И. Солженицыну, по словам писателя, хранила «черновики, машинописные отпечатки, материалы», относящиеся к «Архипелагу Гулагу»[49].
118. Яковлева Анна Ивановна — шутливое прозвище «гадалка» (из-за любви к гаданью на картах), доктор биологических наук, специалист по вредным побочным действиям лекарств, работала в «институте на Зубовской» (вероятно, Всесоюзный научно-исследовательский химико-фармацевтический институт, Зубовская ул. 7/2). Анна Ивановна постоянно была окружена молодёжью. В 1963 году её кружок прислал письмо Солженицыну сразу за 20 подписями, с этого момента установилось общение. А. И. по её просьбе давал ей на перепечатку пьесы, заготовки для «Красного колеса». В сентябре 1965 и июне 1968 скрывался в её квартире на 13-й Парковой. Окончила свои дни в инвалидном доме на Клязьме[14]:31—32.

Приведённый выше список неполон, поскольку часто А. И. Солженицын не знал имён своих тайных помощников, хранителей рукописей и их машинописных копий. Например, он перечисляет имена трёх подруг Хели Сузи — Элло, Эрика и Руть, но не приводит их фамилии:137; в приведённом выше списке они даны по воспоминаниям Х. Сузи.

### Не вошедшие в основной список
1. Исаева Анна Васильевна — майор КГБ, во время знакомства с А. И. Солженицыным лейтенант МГБ, работала с ним за одним столом в Марфинской шарашке. Прообраз «перепёлочки», Симочки, лейтенанта МГБ Серафимы Витальевны в романе «В круге первом». По словам писателя: «А раньше бы всех вспомнить — Анну Васильевну Исаеву, сотрудницу шарашки Марфино: под страхом кары МГБ и уголовного кодекса она приняла от меня, сохранила 7 лет — и вернула мне в 1956 мою рукопись „Люби революцию“ <неоконченная повесть — ВП> (без того не собрался б её возобновить) и многочисленные блокнотики далевских выписок, так ценные для меня. Спасибо ей сердечное»[50].
2. Ливеровский Алексей Алексеевич — получил от Н. М. Аничковой один экземпляр полной машинописи «Архипелага ГУЛАГ»[51]. Солженицын пишет: «До сих пор там [в Ленинграде] закопан один „Архипелаг“, а я так и не знаю ни фамилии, ни места, знаю, что „под яболоней“». И тут же примечание 1989 года: «И перележал „Архипелаг“ вместе с „Танками“ <пьесой „Знают истину танки“ — ВП> сохранно 20 лет у благородно-бесстрашного Алексея Алексеевича Ливеровского, теперь откопан»[14]:6.
3. Решетовская Наталья Алексеевна — Солженицын включил в список тайных помощников свою вторую жену Наталию Дмитриевну Светлову, но не упомянул в этой связи первую — Наталью Алексеевну, хотя с 1957, когда он переехал в Рязань, и до семейного разлада в начале 1970-х, Решетовская была основным помощником и хранителем рукописей писателя.